# Szczelina przy Okapie w Wąwozie do Smokówki
Szczelina przy Okapie w Wąwozie do Smokówki – szczelina w skałce w Wąwozie do Smokówki na Wyżynie Olkuskiej wchodzącej w skład Wyżyny Krakowsko-Częstochowskiej. Znajduje się w orograficznie lewym zboczu tego wąwozu, administracyjnie we wsi Jerzmanowice w gminie Zabierzów, w powiecie krakowskim, w województwie małopolskim.
Wąwóz do Smokówki jest orograficznie prawym odgałęzieniem Doliny Szklarki. W jego porośniętym krzewami i drzewami lewym zboczu, tuż przy dnie wąwozu znajduje się wapienna skałka z dużym okapem. Jest to Okap w Wąwozie do Smokówki. Opisywana szczelina znajduje się po jego prawej stronie powyżej 2-metrowej wysokości progu. Szczelina ma otwór o szerokości 20 cm i wysokości 1,6 m. Biegnie od niej ku północnemu wschodowi ciasny, wznoszący się korytarzyk o długości 3,5 m. Nad półką w północno-zachodniej ścianie przechodzi on w szerszy kominek o dwumetrowej wysokości zakończony niedostępną szczeliną.
Obiekt powstał w późnojurajskich wapieniach skalistych. Ma częściowo wymyte ściany z czarnymi naskorupieniami i korozyjnymi wżerami. Miejscami występują także nacieki: mleko wapienne, polewy i żebra. Namulisko składa się z wapiennego gruzu i gleby. W otworze skąpo rozwijają się rośliny kwiatowe, mchy, porosty i glony. Ze zwierząt obserwowano komary, muchówki. Kosarze, pająki z rodzaju Meta i nietoperze.

## Historia poznania i dokumentacji
Szczelina zapewne znana była od dawna. Po raz pierwszy jej plan i opis podał J. Nowak w 2008 roku, ale jako fragment Okapu w Wąwozie do Smokówki. Według. I. Luty szczelina stanowi jednak odrębny obiekt jaskiniowy, gdyż znajduje się około 70 cm poza linią spadku tego okapu. Błędna jest również lokalizacja podana przez J. Nowaka. Okap w Wąwozie do Smokówki znajduje się około 300 m poniżej miejsca podanego przez niego.